# 1891 في إسبانيا
فيما يلي قوائم الأحداث التي وقعت خلال عام 1891 في إسبانيا.

## أحداث
- 1 فبراير – الانتخابات الإسبانية العامة 1891

## سياسة

### انتهاء فترة المنصب
- 23 نوفمبر – رايموندو فرنانديز فيلافيردي Minister of Grace and Justice ‏.
- 23 نوفمبر – فرانسيسكو سيلفيلا ministro de Gobernación  [لغات أخرى]‏.

## مواليد

### فبراير
- 9 فبراير – خوليو ألفاريز ديل فايو

### مارس
- 6 مارس – فيكتوريا كينت سياسية إسبانية.

### نوفمبر
- 27 نوفمبر – بيدرو ساليناس كاتب إسباني.

## وفيات

### يوليو
- 19 يوليو – بيدرو أنطونيو دي ألاركون (مواليد 1833) روائي إسباني.